# Неніска Велика
Нені́ска Вели́ка (Велика Ненєска, Міка-Маре) — гора в Українських Карпатах, у масиві Гуцульські Альпи (частина Мармароського масиву). Розташована на території Рахівського району Закарпатської області, між річками Щаул (з українського боку) і Лешець (з румунського боку).

## Назва
Назва вершини «Неніска» місцевою (гуцульською) говіркою Закарпатської області означає тітка. Румунська назва Міка-Маре (рум. Mică Mare) відноситься одразу до обох вершин масиву (Неніска Мала і Неніска Велика) і дослівно перекладається як «Низький», «Високий», тобто «Мала» і «Велика».

## Географія
Висота вершини становить 1815,5 м. Південні, північні та північно-східні схили (впоперек основного хребта) круті, західні і південно-східні (вздовж хребта) — пологіші. До висоти 1400 м ростуть хвойні та букові ліси, вище лежать полонини. На схилах гори починають свій витік безліч струмків, які впадають у річки Щаул і Лешець. Вершина розташована на основному хребті Мармароського масиву, яким проходить українсько-румунський кордон. Південні схили гори лежать у межах Румунії.
На захід-південний захід від вершини на відстані 0,6 км лежить вершина гори Неніска Мала (1818 м), на схід-південний схід, за 2 км — гора Стеавул (Щаул) (1752 м). За 5 км на південь-південний захід, на румунській території, лежить найвища вершина Мармароського масиву — Фаркеу (1961 м).
Гора Неніска Велика розташована у межах Марамороського заповідного масиву.
Найближчий населений пункт — село Богдан  —  лежить за 12 км на північний захід.